# Rezim
Rezim foi o último rei do Reino de Arã-Damasco, que reinou de 770 a 732 a.C.
No fim do reinado de Jotão, rei do Reino de Judá entre 777-762 a.C., Rezim juntou-se a Peca, o rei do Reino de Israel, numa guerra contra Judá. Durante a guerra, que prosseguiu no reinado de Acaz, rei de Judá, os sírios capturaram muitos judeus e os levaram para Damasco, capital da Síria. Rezim também tomou do Reino de Judá a cidade de Elate, no golfo de Ácaba, removendo os judeus e devolvendo a cidade aos edomitas. As forças coligadas sírio-israelitas sitiaram Jerusalém, tencionando fazer do "filho de Tabeel" o rei dela, mas não conseguiram capturar a cidade. A situação assustou muito a Acaz, apesar da garantia de Isaías de que Rezim, da Síria, e Peca, de Israel, não lhe precisavam causar temor. Assim, Acaz pediu ajuda do Império Neoassírio, subornando Tiglate-Pileser III para atacar a Síria.
Tiglate-Pileser III guerreou contra Damasco, capturando-a e matando Rezim. A Síria ficou assim sob o domínio assírio.